# Nagroda im. Ireny Solskiej
Nagroda im. Ireny Solskiej (znana również jako Nagroda Solskiej) – nagroda ustanowiona w 2010 roku przez polską sekcję Międzynarodowego Stowarzyszenia Krytyków Teatralnych, z myślą o wyróżnianiu wybitnych polskich aktorek, których twórczość wywiera znaczący wpływ na rozkwit sztuki aktorskiej. Patronką nagrody została Irena Solska.

## Laureatki
| Rok  | Laureatka                   |
| ---- | --------------------------- |
| 2025 | Katarzyna Figura            |
| 2024 | Anna Polony                 |
| 2023 | Stanisława Celińska         |
| 2022 | Irena Jun                   |
| 2021 | Teresa Budzisz-Krzyżanowska |
| 2020 | Danuta Stenka               |
| 2019 | Dorota Kolak                |
| 2018 | Ewa Wiśniewska              |
| 2017 | Grażyna Barszczewska        |
| 2016 | Anna Seniuk                 |
| 2015 | Halina Łabonarska           |
| 2014 | Anna Lutosławska            |
| 2013 | Emilia Krakowska            |
| 2012 | Nina Andrycz                |
| 2011 | Danuta Szaflarska           |